# Glypta saskatchewan
Glypta saskatchewan är en stekelart som beskrevs av Dasch 1988. Glypta saskatchewan ingår i släktet Glypta och familjen brokparasitsteklar. Inga underarter finns listade i Catalogue of Life.